# Liste des bandes dessinées de Mortadel et Filémon

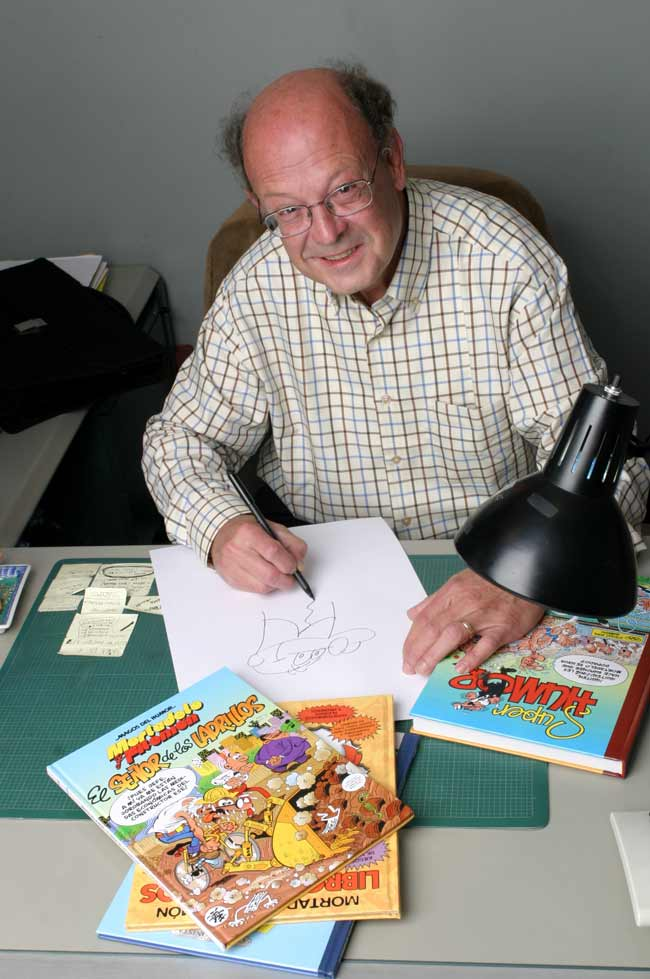
Francisco Ibáñez (ici en 2004), créateur de Mortadel et Filémon et auteur de la majeure partie de leurs aventures.

Mortadel et Filémon est une série de bandes dessinées créée en 1958 par le dessinateur espagnol Francisco Ibáñez. Cet article recense toutes les histoires longues de la série, classées par ordre chronologique depuis leur création jusqu'à aujourd'hui (leur publication s'est toutefois faite sans critère ni ordre jusqu'à un certain moment). Les aventures ont commencé à être publiées en série dans diverses revues éditées par Editorial Bruguera, puis par Ediciones B, jusqu'en 1996, date à laquelle elles ont été publiées directement sous forme d'album indépendant. On y trouve aussi bien les aventures de l'auteur original que celles d'autres auteurs apocryphes, certaines étant identifiées et d'autres non.
En 2017, l'éditeur est passé à Penguin Random House, un groupe qui regroupe d'autres éditeurs internationaux de langue espagnole.

## Par décennie

### 1969–1979
| Numéro | Titre                                                    | Date de sortie (Espagne)          |
| --- | -------------------------------------------------------- | --------------------------------- |
| 1 | El sulfato atómico L'Atomique insecticide                | 27 janvier–2 juin 1969            |
| Mortadel et Filémon sont convoqués par le super-surintendant (ou Super) pour les mettre au courant d'un terrible drame : le Pr Bacterio a mis au point un insecticide censé être redoutable mais malheureusement fait grandir tous les animaux nuisibles à une taille gigantesque. Le problème est qu'un flacon de cet insecticide a été volé par les agents d'un pays gouverné par un tyran souhaitant dominer le monde. |                                                          |                                   |
| 2 | Contra el gang del chicharrón La Bande des Vise-en-biais | 7 juillet–15 décembre 1969        |
| La bande d'espions internationaux « Gang del chicharron » décide de frapper aux points vitaux de l'Espagne : Super décide d'envoyer Mortadel et Filémon les capturer avant qu'ils ne mettent à exécution leurs ignobles attentats. |                                                          |                                   |
| 3 | Safari callejero Quel safari !!!                         | 10 novembre–18 janvier 1970       |
| Un voleur s'est introduit dans la maison du Pr Bacterio et a provoqué la fuite de tous les animaux de son laboratoire. Les animaux sont sous l'effet d'un sérum qui modifie leur métabolisme et leurs habitudes. Mortadel et Filémon devront les récupérer en les cherchant dans toute la ville. Ainsi, ils chercheront, entre autres, le vampire Celestino, la poule Dorotea, le chien Zacarías. |                                                          |                                   |
| 4 | Valor y... ¡al toro! Olé, toréro !                       | 27 janvier–15 juin 1970           |
| Mortadel et Filémon doivent récupérer les plans du projet Bartolo. Ces plans ont été volés au centre de recherche agronautique du cosmos par la bande de Rata, composée d'El Rata, Tapia et Higo Chumbo et de leur chef, le docteur Apolonio. Cette bande tentera de quitter la ville à bord du transatlantique Ile du Soria. |                                                          |                                   |
| 5 | El caso del bacalao Le Roi de la mafia                   | 22 juin–décembre 1970             |
| Quelqu'un distribue de la morue salée à tous les commerçants de la ville, qui la vendent un centime le kilo, ce qui fait que les gens l'achètent en masse. La soif se répand dans la ville, car tout le monde achète de la morue, en raison de son faible prix. Pendant ce temps, à la T.I.A., on découvre que c'est l'œuvre de Lucrecio Borgio, le roi de la mafia, et de sa bande. Mortadel et Filémon doivent donc se rendre dans son repaire pour découvrir ce qui se cache derrière cette apparente générosité.                                                    |                                                          |                                   |
| 6 | Chapeau el « esmirriau » Fafa le fascinateur             | décembre 1970–mars 1971           |
| Mortadel et Filémon sont chargés de garder une pièce égyptienne de très grande valeur mais ils se font cambrioler par le bandit Chapeau el esmirriau. Après avoir essayé de le capturer, ils se rendent compte que le chapeau du bandit est truffé de gadgets allant de simples mains articulées à un canon en passant par un hélicoptère. L'album raconte leurs tentatives de capture. |                                                          |                                   |
| 7 | La máquina del cambiazo L'Échangeouillette infernale     | 8 mars–5 avril 1971               |
| Le Pr Bacterio a inventé l'échangeouillette. Cette machine est utilisée pour changer la position des personnes. Une personne entre dans la machine, des coordonnées sont choisies et la personne à l'intérieur de la machine apparaîtra à ces coordonnées en remplaçant la personne qui s'y trouvait. Cette dernière apparaîtra dans la machine sans savoir comment elle y est arrivée. |                                                          |                                   |
| 8 | La caja de los diez cerrojos Dix petites clés            | 12 avril–14 juin 1971             |
| À cette occasion, Mortadel et Filémon doivent ouvrir un coffre-fort dans lequel un multimillionnaire a placé toute sa fortune, bien que les agents de la T.I.A. ne sachent pas de quoi il s'agit. Le coffre est blindé, il est donc impossible de l'ouvrir autrement que par dix serrures, dont les clés sont cachées dans les coins les plus inattendus du monde, du Congo à la Lune (qui s'avère finalement être le nom d'un bar de la rue de Mortadel et Filémon), et la mission des agents consiste donc à récupérer les clés une à une.                            |                                                          |                                   |
| 9 | Magín el Mago Hypnus le magicien (épisode TV)            | 28 juin–6 septembre 1971          |
| Magin el Mago (Hypnus le magicien dans la série d'animation) est un magicien criminel maléfique doté d'une caractéristique très particulière : Magin possède la capacité d'hypnotiser quiconque le regarde dans les yeux, ce qui lui permet de se faire passer pour n'importe quelle personne, n'importe quel personnage, n'importe quel objet ou n'importe quel animal. Il utilise cette qualité pour commettre des vols à grande échelle dans toute la ville. Le super-intendant envoie Mortadel et Filémon pour arrêter ce voleur, qui auront fort à faire avec lui. |                                                          |                                   |
| 10 | ¡A la caza del cuadro!                                   | 13 septembre–22 novembre 1971     |
| Le Pr Bacterio a vendu sa collection de tableaux. Or, dans l'un de ces tableaux, le commissaire avait caché un document top secret qu'il faut à tout prix récupérer. |                                                          |                                   |
| 11 | Los inventos del profesor Bacterio                       | 29 novembre 1971–7 février 1972   |
| Le Pr Bacterio a mis au point un certain nombre d'inventions récentes qui faciliteront la tâche des agents, mais elles doivent d'abord être testées. |                                                          |                                   |
| 12 | Gatolandia 76                                            | 14 février–24 avril 1972          |
| Dans le pays de Gatoland, où se déroulent les Jeux Olympiques, il y a une mission : infiltrer les athlètes et essayer de trouver l'agent de Perrolandia, qui a l'intention de saboter leur rival direct. Intitulé à l'origine En la olimpiada, il a été rebaptisé Gatolandia 76 quelques années plus tard. |                                                          |                                   |
| 13 | Operación ¡bomba!                                        | 1 mai–10 juillet 1972             |
| La T.I.A. doit trouver et détruire plusieurs bombes que Raf el Espiazador (Raf le maître espion) a placées dans divers endroits de la ville. |                                                          |                                   |
| 14 | Los diamantes de la gran duquesa                         | 17 juillet–2 octobre 1972         |
| Mortadel et Filémon doivent surveiller et récupérer les dix diamants appartenant à la Gran Duquesa Tatialagueña que el Urraco a réussi à voler. |                                                          |                                   |
| 15 | El otro « yo » del profesor Bacterio                     | 30 octobre 1972–8 janvier 1973    |
| Le Pr Bacterio a testé une de ses inventions. Il s'agit d'une potion qui stimule la personnalité cachée ou le subconscient (littéralement « l'autre « moi » ) de la personne qui la boit. Celle du Pr Bacterio s'avère être un psychopathe qui commet des met la ville sens dessus-dessous. Mortadel et Filémon doivent retrouver le Pr Bacterio et l'emmener à la T.I.A. pour le soigner. Cela leur apportera une multitude de problèmes. |                                                          |                                   |
| 16 | Los monstruos                                            | 15 janvier–26 mars 1973           |
| Le Pr Bacterio a inventé un dispositif qui permet aux personnages littéraires de prendre vie, mais il tombe entre les mains d'un sinistre ennemi de la T.I.A. qui s'emploie à faire revivre les êtres les plus sinistres des histoires. Mortadel et Filémon ont pour mission de les arrêter. |                                                          |                                   |
| 17 | El elexir de la vida                                     | 16 avril–25 juin 1973             |
| Le Pr Von Nassen s'est évadé de prison et a inventé un élixir qui donne vie aux objets. Mortadel et Filémon sont chargés de récupérer l'élixir. |                                                          |                                   |
| 18 | El circo                                                 | 2 juillet–10 août 1973            |
| La T.I.A. a découvert que de grandes quantités de produits de contrebande sont introduites dans le pays par le biais de la cargaison d'un cirque local bien connu. La mission des agents consiste à s'infiltrer en tant que personnel du cirque. |                                                          |                                   |
| 19 | El antídoto                                              | 1 octobre–10 décembre 1973        |
| Le Super essaie une invention du Pr Bacterio pour éliminer le mal de tête, mais l'invention fonctionne mal et la tête du Super se transforme en tête de porc. Mortadel et Filémon doivent se rendre dans la République de Bestiolandia pour obtenir l'antidote très rare. |                                                          |                                   |
| 20 | Los invasores                                            | 31 décembre–12 mars 1974          |
| Des extraterrestres viennent envahir la Terre et Mortadel et Filémon sont chargés de mettre fin à la menace, avec l'aide du Pr Von-Iatum, expert reconnu en la matière. |                                                          |                                   |
| 21 | Los cacharros majaretas                                  | 9 avril–17 juin 1974              |
| La T.I.A. veut rejoindre la M.O.S.C.A., qui exige de ses filiales des systèmes de transport modernes, mais les véhicules de la T.I.A. sont vieux. Le Pr Bacterio va donc créer de nouveaux véhicules de transport, qui devront être testés. |                                                          |                                   |
| 22 | ¡A las armas!                                            | 8 juillet–16 septembre 1974       |
| Les armes de la T.I.A. étant obsolètes, il a été décidé de les renouveler et d'acheter les dernières innovations. Mortadel et Filémon seront chargés de tester les nouvelles armes. |                                                          |                                   |
| 23 | El plano de Alí-gusa-no                                  | 14 octobre–23 décembre 1974       |
| Un bonimenteur maure appelé Ali-gusa-no a vendu un morceau de désert à dix personnes qui ne se doutent de rien. De l'uranium enrichi ayant été découvert dans la région, les membres maléfiques de l'A.B.U.E.L.A. vont tenter de dérober les plans à leurs possesseurs. La T.I.A. tentera d'empêcher cela à tout prix. |                                                          |                                   |
| 24 | Pánico en el zoo                                         | 10 février–22 avril 1975          |
| Quelqu'un se livre à d'étranges expériences sur les animaux du zoo de la ville. La TIA enquêtera sur ce qui s'est passé, par l'intermédiaire de Mortadel et Filémon. |                                                          |                                   |
| 25 | Concurso oposición                                       | 12 mai–21 juillet 1975            |
| Les agents de la T.I.A. sont tous très âgés et ont perdu leurs facultés. Le nombre d'agents va être augmenté par le biais d'un « concours » et Mortadel et Filémon devront superviser les candidats. |                                                          |                                   |
| 26 | Los mercenarios                                          | 28 juillet–6 octobre 1975         |
| La République de Percebeland est en difficulté, car Céphalopodia, le pays voisin, veut l'envahir. La T.I.A. doit intervenir dans le conflit, par l'intermédiaire de ses deux agents préférés : Mortadel et Filémon. |                                                          |                                   |
| 27 | Objetivo eliminar al « Rana »                            | 3 novembre 1975–5 janvier 1976    |
| Al Rana, le chef bourru et vengeur de l'organisation ennemie H.I.G.O. tente d'assassiner le Super. Filémon et Mortadel devront approcher et gagner la confiance du délinquant obèse afin de le dissuader de ses intentions et, par la même occasion, de l'éliminer. |                                                          |                                   |
| 28 | Misión de perros La Mission de chiens (épisode TV)       | 9 février–19 avril 1976           |
| L'un des chiens de la ville a ingéré une capsule atomique du Pr Bacterio capable de faire exploser la ville. Mortadel et Filémon doivent fournir une saucisse contenant le remède à tous les chiens susceptibles de contenir la menace. |                                                          |                                   |
| 29 | Los secuestradores                                       | 26 avril–12 juillet 1976          |
| Mortadel et Filémon doivent protéger une série de citoyens de l'enlèvement par un gang spécialisé dans ces crimes. |                                                          |                                   |
| 30 | La gallina de los huevos de oro                          | 19 juillet–27 septembre 1976      |
| Le Pr Bacterio tente de faire pondre des œufs d'or à sa poule Sarita. Incroyablement, il y parvient, mais l'oiseau s'échappe. La T.I.A. doit la récupérer à tout prix. |                                                          |                                   |
| 31 | El caso del calcetín                                     | octobre–décembre 1976             |
| Une organisation ennemie a volé une formule permettant de produire de l'énergie nucléaire à partir de glands, qui est cachée dans une chaussette. La T.I.A. est chargée de retrouver la chaussette. |                                                          |                                   |
| 32 | El Brujo                                                 | 23 janvier–21 mars 1977           |
| Atilo Pérrez, chef du F.E.A., a loué les services d'un sorcier : Aniceto Papandujo, pour mettre fin au Super. Il est capable de réaliser les incantations, les tours et les sortilèges les plus bizarres avec sa baguette magique en bois. Mortadel et Filémon auront pour mission de l'arrêter. |                                                          |                                   |
| 33 | ¡Soborno!                                                | avril–juillet 1977                |
| Une série de pots-de-vin est commise dans la ville. Le coupable ? Rodolfo Cobardino et sa bande, qui corrompent tout le monde pour arriver à leurs fins. La T.I.A. a pour mission d'endiguer la vague de criminalité. |                                                          |                                   |
| 34 | Los guardaespaldas                                       | juillet–octobre 1977              |
| Mortadel et Filémon, pour le compte de la T.I.A., doivent accompagner et protéger un vieux millionnaire, Francis Urracson, lors d'un voyage d'agrément autour du monde. |                                                          |                                   |
| 35 | Mundial 78                                               | 24 octobre 1977–2 janvier 1978    |
| Mondonguillo I, président de la République africaine de Mondongo, veut organiser une Coupe du monde de football, mais la FIFA ne lui en a pas accordé le droit. Mortadel et Filémon doivent superviser l'événement pour que tout soit en ordre. |                                                          |                                   |
| 36 | Los gamberros                                            | 16 janvier–27 mars 1978           |
| Le H.I.G.A. est un nouveau groupe qui s'emploie à semer la zizanie partout afin de semer le chaos dans les institutions du pays. La T.I.A. devra mettre un terme à leurs méfaits. |                                                          |                                   |
| 37 | Contrabando                                              | 10 avril–19 septembre 1978        |
| Le Super confie à Mortadel et Filémon différentes missions pour mettre fin à la contrebande. |                                                          |                                   |
| 38 | La máquina de copiar gente                               | 24 juillet–2 octobre 1978         |
| La dernière invention du Pr Bacterio, la machine à copier les gens, a été volée. Cette machine est utilisée pour copier des personnes avec une personnalité différente. D'une part, on insère une photographie de la personne que l'on veut copier et, d'autre part, on insère l'encéphalogramme avec le type de mentalité que l'on souhaite. Le résultat est une copie exacte du sujet mais avec une mentalité différente. |                                                          |                                   |
| 39 | Los bomberos                                             | 20 septembre 1978–29 janvier 1979 |
| Mortadel et Filémon affrontent une bande de criminels qui utilisent toutes sortes de bombes pour commettre leurs méfaits. |                                                          |                                   |
| 40 | El transformador metabólico                              | 5 février–23 mars 1979            |
| L'éprouvette du Pr Bacterio contenant un virus de son invention s'est brisée. Ce virus, qui s'est répandu dans tout le bâtiment de la T.I.A., change radicalement les gens (les paresseux deviennent forts, les honnêtes deviennent des voleurs, etc.) Certains employés de la T.I.A. seront contaminés par ce virus, provoquant des situations invraisemblables. |                                                          |                                   |
| 41 | ¡A por el niño!                                          | 23 avril–11 mai 1979              |
| Des malfaiteurs veulent enlever Alfonsito Dividendo, le fils du directeur de la banque, pour exiger une rançon. Mortadel et Filémon doivent se rendre à l'école d'Alfonsito pour empêcher son enlèvement et protéger les enfants. |                                                          |                                   |
| 42 | La gente de Vicente                                      | 9 juillet–28 août 1979            |
| Face à la vague de criminalité croissante qui sévit dans le pays, le Super décide de créer un groupe d'élite composé de ses meilleurs agents, dont Mortadel et Filémon. |                                                          |                                   |
| 43 | Secuestro aéreo                                          | 26 septembre–12 novembre 1979     |
| La T.I.A. a pour mission d'arrêter un criminel qui détourne des avions avec une forte probabilité d'attaques terroristes. |                                                          |                                   |
| 44 | Moscú 80 Olimpiada 1980                                  | 3 décembre 1979–28 janvier 1980   |
| Un groupe de politiciens veut que l'Espagne échoue à Moscou 80 pour qu'il y ait des démissions et qu'ils puissent prendre les postes vacants. Mortadel et Filémon, infiltrés, doivent empêcher cela. |                                                          |                                   |

### 1980–1989
| Numéro | Titre                                                 | Date de sortie (Espagne)                   |
| --- | ----------------------------------------------------- | ------------------------------------------ |
| 45 | La elasticina                                         | 18 février–7 avril 1980                    |
| Le Pr Bacterio invente l'élasticine, un gaz qui rend élastique tout ce qu'il touche. Mais un voleur, Rosendo el Cascote, s'empare de la formule, ce qui lui permet de voler en toute impunité. Mortadel et Filémon doivent l'arrêter. |                                                       |                                            |
| 46 | Kilociclos asesinos                                   | 14 avril–2 juin 1980                       |
| Bruno el Megavatio s'évade de prison et veut se venger du Super qui l'a enfermé. Pour ce faire, ce technicien radio utilise l'une de ses inventions : l'émetteur kilocycle tueur, une onde qui annule la volonté des gens. El Megavatio tente de faire passer en douce un récepteur d'ondes déguisé en objet usuel à différentes personnes et de les soumettre ainsi à ses ordres de tuer le Super. Mortadel et Filémon doivent déjouer son plan. |                                                       |                                            |
| 47 | Ladrones de coches                                    | 21 juillet–15 septembre 1980               |
| Chaque jour, il y a de plus en plus de vols de voitures dans la ville et ces derniers temps, la situation est alarmante. Mortadel et Filémon doivent mettre fin à cette vague de vols. |                                                       |                                            |
| 48 | Lo que el « Viento » se dejó                          | 20 octobre–8 décembre 1980                 |
| Mulatordarregui el Bestiajo a été condamné à 20 ans de prison. Les membres de son gang exigent sa libération ou ils feront sauter Villarebuzno del Monte. Pour ce faire, el Viento, le lieutenant du gang, a placé un puissant explosif dans le village. |                                                       |                                            |
| 49 | La brigada bichera                                    | 12 janvier–30 février 1981                 |
| La T.I.A. décide de se moderniser et de former une « brigade animale » pour aider les agents à mener à bien leurs missions (entre autres : un cochon spécialisé dans la recherche de bombes, un chien pour suivre les indices, un vautour pour trouver les cadavres, une chèvre pour les missions dans la brousse, etc.). Pour ce faire, le Pr Bacterio appliquera aux animaux une invention qui leur permettra d'améliorer leurs qualités. Mortadel et Filémon devront tester tous les animaux. |                                                       |                                            |
| 50 | Tete Cohete                                           | 16 mars–4 mai 1981, 8–15 juin 1981         |
| Tete Cohete est le fils d'un voisin de Mortadel. Il l'a emmené à la T.I.A. pour découvrir l'intérieur de l'organisation. Tete Cohete est un passionné de mécanique, de voitures et de moteurs. Grâce à ce hobby, il va semer le chaos au sein de la T.I.A. |                                                       |                                            |
| 51 | Mundial 82                                            | 29 juin–31 août 1981                       |
| Le groupe terroriste P.E.P.A. (Pueblabruta Exige Plena Autonomía) va profiter de la Coupe du monde 82 qui se déroule en Espagne pour attirer l'attention sur sa cause. Mortadel et Filémon devront empêcher les attaques de ce groupe et mettre fin aux agissements de ses membres. |                                                       |                                            |
| 52 | El caso de los señores pequeñitos                     | 12 octobre–9 septembre 1981                |
| Le Pr Bacterio a inventé la solution XJ-73, un tonique censé transformer celui qui le boit en surhomme. Par erreur, le Super confond la bouteille de l'invention avec une bouteille de vin et la sert à ses invités. La concoction fonctionne mal et le Super devient minuscule. |                                                       |                                            |
| 53 | En Alemania                                           | 23 novembre–18 janvier 1981                |
| Des voleurs ont dérobé les joyaux de la Couronne britannique et la police britannique demande la coopération de la T.I.A., car il s'agit de voleurs espagnols. |                                                       |                                            |
| 54 | ¡Queda inaugurado el Mundial 82!                      | 1982                                       |
| La Coupe du monde de football 1982 en Espagne est sur le point de commencer. Toutes les équipes nationales se rendent dans le pays pour s'affronter et tenter d'atteindre la finale. Cependant, un nuage sombre s'approche : l'une des équipes est enlevée et remplacée par une équipe d'espions qui viennent pour découvrir la puissance militaire du pays. |                                                       |                                            |
| 55 | Las criaturas de cera vivientes                       | 1 mars–19 avril 1982                       |
| Le Pr Estafilocóquez, un scientifique qui travaillait pour la T.I.A. et qui est devenu fou, s'est échappé du sanatorium et a volé dans la salle des horreurs du musée de cire. Le Pr a inventé une formule qui donne vie aux personnages de cire. Il utilisera ces créatures pour se venger de Super. Mortadel et Filémon devront l'en empêcher. |                                                       |                                            |
| 56 | El balón catastrófico                                 | 1982                                       |
| Le ballon catastrophe est un ballon de football contenant un gaz bactériologique spécial qui transforme en âne toute personne qui l'aspire. Il a été préparé par des terroristes sous le commandement du colonel Gamberraffi de Gibya en vue d'attaquer les États-Unis. Mais ce plan de transformation de la population en ânes a mal tourné et la balle s'est égarée en Espagne. La mission de Mortadel et Filémon est de retrouver cette balle et de la détruire, car les terroristes sont également à sa recherche. Et pour s'immuniser contre le gaz, ils prennent (contre leur gré) un antidote du Pr Bacterio                                                             |                                                       |                                            |
| 57 | El caso de los párvulos                               | 1982                                       |
| Le Pr Bacterio cherche à obtenir l'élixir de jouvance et une fois la formule entre ses mains, il décide de l'essayer lui-même. Le résultat, comme on peut s'y attendre, est catastrophique, bien que positif, puisqu'il retrouve sa jeunesse, mais au point de devenir un gamin surdoué et voyou. Le Super demande à Mortadel et Filémon de l'arrêter et d'empêcher une série de sabotages organisés par l'A.B.U.E.L.A., pour lesquels ils comptent sur l'aide de la nouvelle formule. Mais l'un d'entre eux finira par s'emparer de la formule. |                                                       |                                            |
| 58 | Billy el « horrendo »                                 | 1982                                       |
| Billy el « horrendo » (Billy l'affreux en VF), l'un des criminels les plus brutaux et les plus horribles qui soient, a dévalisé la banque Jeando (Untel en VF). La T.I.A. a trouvé un indice sur sa localisation et va envoyer Mortadel et Filémon pour le capturer et récupérer l'argent volé. |                                                       |                                            |
| 59 | Hay un traidor en la T.I.A.                           | 1983                                       |
| Les plans mis au point par la T.I.A. pour protéger les hauts fonctionnaires tournent mal et échouent toujours, l'ennemi étant toujours au courant. Le Super envoie Mortadel et Filémon enquêter sur tous les agents de la T.I.A. car il pense qu'il y a un traître. Mortadel et Filémon commencent donc une longue enquête déguisée sur tous les agents. Les erreurs se succèdent car ils soupçonnent tous les membres de l'organisation : le Pr Bacterio, Ofelia, le Super et même Mortadel et Filémon en viennent à se soupçonner l'un l'autre. Ils finissent par céder et demandent au Super des informations sur la façon dont les messages sont transmis.                  |                                                       |                                            |
| 60 | El Bacilón                                            | 1983                                       |
| La pollution dans les villes augmente de jour en jour. Il y a de la saleté, des microbes, des bacilles, etc. L'ampleur de la pollution est telle que, soudainement et sans crier gare, un bacille aux proportions inimaginables, El Bacilón, fait son apparition. Ce bacille, sorte de Yéti de la contamination, effraie les habitants de la ville et Mortadel et Filémon doivent le trouver et l'éliminer. |                                                       |                                            |
| 61 | El ascenso                                            | 1983                                       |
| À la suite d'un attentat à la bombe, le poste de directeur général de l'antenne de Cincinnati de la T.I.A. est devenu vacant. Pour choisir l'agent qui occupera le poste (au début, aucun agent ne s'inscrit, mais tous changent d'avis dès qu'on leur annonce que leur salaire sera triplé), la T.I.A. distribuera des points pour la réalisation de services, principalement la capture de malfrats, et l'agent qui obtiendra le plus de points sera celui qui obtiendra la promotion à la fin. |                                                       |                                            |
| 62 | La estatua de la libertad                             | 1983–1984                                  |
| Mortadel surprend une conversation suspecte et apprend que la statue de la Liberté va être attaquée. Mortadel et Filémon partent immédiatement pour New York, aux États-Unis, afin d'essayer de l'empêcher. Lors de ce voyage, ils sont accompagnés par la secrétaire Ofelia, bien que Mortadel et Filémon n'en soient pas très heureux. Les agents doivent chercher la bombe dans Central Park, le Bronx et le port de New York. Mais en réalité, la statue de la liberté qu'ils voulaient faire exploser n'est pas celle de New York, mais celle d'une petite ville appelée Valdeburras del Melonar, et la statue porte le nom de la mairesse de la ville, Libertad Boñíguez. |                                                       |                                            |
| 63 | Testigo de cargo Témoins de l'accusation (épisode TV) | 1984                                       |
| Un attentat a eu lieu à l'Aullido Vespertino et le seul témoin est un groom appelé Sacarino (VF : Dringdring). Le commissaire pense que le terroriste va tenter de liquider Sacarino avant le procès et confie sa protection à Mortadel et Filémon. Filémon manque de perdre un œil. Le responsable de l'attentat lui enfonce son doigt dans l'œil avec une grande force. Le médecin « sépare » le doigt de l'œil à l'aide d'un chalumeau. Cependant, il semble que Mortadel et Filémon aient besoin de plus de protection que lui. |                                                       |                                            |
| 64 | Los Ángeles 84 Les Jeux olympiques de Los Angeles     | 1984                                       |
| Un attentat a eu lieu à l'Aullido Vespertino et le seul témoin est un groom appelé Sacarino (VF : Dringdring). Le commissaire pense que le terroriste va tenter de liquider Sacarino avant le procès et confie sa protection à Mortadel et Filémon. Filémon manque de perdre un œil. Le responsable de l'attentat lui enfonce son doigt dans l'œil avec une grande force. Le médecin « sépare » le doigt de l'œil à l'aide d'un chalumeau. Cependant, il semble que Mortadel et Filémon aient besoin de plus de protection que lui. |                                                       |                                            |
| 65 | Cacao espacial                                        | 1984–1985                                  |
| Au siège des Nations Unies, les grandes puissances se réunissent pour éviter la guerre. De fil en aiguille, elles ne parviennent pas à se mettre d'accord et les nations se préparent à la guerre en lançant des stations orbitales. L'Espagne n'a pas l'intention de rester en arrière et va réaliser un projet pour envoyer une base spatiale dans l'espace. Mortadel et Filémon seront les futurs astronautes du projet. |                                                       |                                            |
| 66 | Que viene el fisco                                    | 1984–1985                                  |
| Mortadel et Filémon doivent aider l'agent du fisc Implacáblez à collecter des fonds auprès de plusieurs évasion fiscale, dont El Barón de Bebemos, un radin (Anacleto Tacáñez), un chanteur pop (Agosto Toelaño), un adolescent (Tato Pasotíllez), un footballeur (Joe Penalty, qui semble devoir un demi-million d'arriérés, mais c'est l'inverse, le Trésor lui doit un demi-million) et un mafioso italien (Pizzo Maffiossi). |                                                       |                                            |
| 67 | El preboste de seguridad                              | 1985                                       |
| Une élection va avoir lieu et en Espagne il y a de plus en plus de criminalité chaque jour. À cause de cela, le « preboste de seguridad » voit son poste en danger et demande de l'aide à la T.I.A. Le Superintendant décide d'envoyer Mortadel et Filémon aider à mettre fin à la délinquance. |                                                       |                                            |
| 68 | El crecepelo infalible                                | 1985                                       |
| Certains membres de la bande de Chicharrón (Vise-en-biais) reviennent et forment un groupe appelé B.A.U. (Bandidos Anónimos Unidos). Mortadel et Filémon sont chargés de les remettre en prison. Pendant ce temps, le Pr Bacterio crée une nouvelle crème. |                                                       |                                            |
| 69 | El cochecito leré                                     | 1985                                       |
| La P.E.P.A. (Produktion European Propotype Automobile) offre cent millions de dollars à celui qui parviendra à fabriquer un modèle de voiture sûr, rapide et non polluant. Mortadel et Filémon seront chargés de tester les modèles de voitures fabriqués par le Pr Bacterio. |                                                       |                                            |
| 70 | A la caza del Chotta                                  | 1985                                       |
| Au Tibet, ils ont capturé le Chotta, un lointain cousin du Yéti, beaucoup plus petit que son parent, mais aussi beaucoup plus espiègle. Mortadel et Filémon doivent le livrer au laboratoire du Pr Von Alcachoffen pour l'étudier. Cependant, Mortadel fait s'écraser le jet où se trouvaient les deux agents, le Super, Bacterio et Ofelia dans les Alpes, échappant au Chotta. Ils doivent donc d'abord le capturer pour l'empêcher de commettre d'autres méfaits parmi les Alpins. |                                                       |                                            |
| 71 | La secta del Zum-Bhao                                 | 1985                                       |
| Mortadel et Filémon doivent arrêter une secte dangereuse et en pleine expansion. Une aventure apocryphe. |                                                       |                                            |
| 72 | Simón el « Escurridizo »                              | 1986                                       |
| Le délinquant Simón el « Escurridizo » a juré de se venger des trois personnes qui l'ont mis en prison : Mortadel, Filémon et le Super. Il vient d'être libéré de prison. |                                                       |                                            |
| 73 | El profesor Probeta contraataca                       | 1985                                       |
| Le Pr Probeta n'apprécie toujours pas que Mortadel et Filémon aient déjoué ses plans dans El crecepelo infalible. Il engage donc deux hommes de main pour voler plusieurs des inventions du scientifique de la T.I.A. qui étaient déjà apparues dans Los inventos del profesor Bacterio : le béret électrique, le Suplantón, le sérum ZOUF 47-X et le rayon de la deuxième dimension. |                                                       |                                            |
| 74 | La médium Paquita                                     | 1986                                       |
| Une bande de dangereux criminels veut semer la destruction et le chaos, ils commencent à commettre toutes sortes d'exactions. Aventure apocryphe. |                                                       |                                            |
| 75 | El Mundial de México                                  | 1986                                       |
| L'A.B.U.E.L.A. décide de semer le chaos dans la Coupe du monde du Mexique 1986 en infiltrant une liste de matchs controversés. Une aventure apocryphe. |                                                       |                                            |
| 76 | El rayo transmutador                                  | 29 avril–10 juin 1986                      |
| Begoña Ponzoña est une honnête femme au foyer qui, après avoir vu ses impôts augmenter, devient folle et décide de semer le chaos dans le monde entier. Elle offre donc à ses enfants des pistolets à rayons transformateurs (parodiant peut-être Bowser de Super Mario). Chaque pistolet possède un rayon transformateur spécifique (l'un transforme les objets en armes, un autre transforme le métal en gelée, un autre transforme les honnêtes gens en voyous...). Mortadel et Filémon doivent capturer leurs enfants. |                                                       |                                            |
| 77 | ¡Terroristas!                                         | juin–juillet 1987, 18 février–16 mars 1988 |
| Le terroriste Mat-arrat-as a été pris en flagrant délit de tentative d'attentat à la bombe contre l'ambassade des États-Unis et a été emprisonné. |                                                       |                                            |
| 78 | La banda de Matt'usalén                               | 17 juin–29 juillet 1987                    |
| Mortadel et Filémon doivent empêcher Matt'usalén de commettre à nouveau des crimes. Aventure apocryphe. |                                                       |                                            |
| 79 | El lavador de cerebros                                | 5 août–20 septembre 1987                   |
| Mortadel et Filémon doivent empêcher Julius Von Pupen de laver le cerveau de certains scientifiques, dont Bacterio. Aventure apocryphe. |                                                       |                                            |
| 80 | El hierto siniestro                                   | 30 mars–18 mai 1987                        |
| La T.I.A. va mettre en circulation des armes, d'apparence inoffensive mais dévastatrices. |                                                       |                                            |
| 81 | El estropicio meteorológico                           | 1988                                       |
| Bacterio a inventé une machine capable de changer le temps. Le Super ordonne à Mortadel et Filémon de la tester, mais cela aura de graves conséquences pour la ville. |                                                       |                                            |
| 82 | La perra de las galaxias                              | 25 mai–13 juillet 1988                     |
| Chaque jour, il y a de plus en plus de guerres dans le monde. Maintenant, il veut emmener ces guerres dans les galaxies. |                                                       |                                            |
| 83 | Seúl 88                                               | 20 juillet–27 septembre 1988               |
| Les Jeux Olympiques rassemblent les personnes les plus agiles, les plus fortes et les plus rapides. Le Pr Bacterio tente de transformer Margarito Mariposillo, un chétif, en surhomme. |                                                       |                                            |
| 84 | Los sobrinetes                                        | 14 juillet–12 novembre 1988                |
| Mortadel emmène son neveu voir la T.I.A. Par coïncidence, Filemón emmène également son neveu. |                                                       |                                            |
| 85 | Los superpoderes                                      | 23 novembre 1988–25 janvier 1989           |
| Le Pr Bacterio a inventé un système pour donner des superpouvoirs aux agents. |                                                       |                                            |
| 86 | Las tacillas volantes                                 | 1988–1989                                  |
| Des extraterrestres tentent de dominer la Terre et leur principale cible est la T.I.A., l'organisation qui veille à l'ordre mondial. |                                                       |                                            |
| 87 | La cochinadita nuclear                                | 1 février–29 mars 1989                     |
| Une puissance étrangère introduit des déchets nucléaires en Espagne. |                                                       |                                            |
| 88 | Armas con bicho                                       | 5 avril–3 mai 1989                         |
| La T.I.A. va renouveler son armement bactériologique et va mettre au point les Armes à insecte. |                                                       |                                            |
| 89 | La maldición gitana                                   | 10 mai–21 juin 1989                        |
| Une gitane en colère ensorcelle le directeur de la T.I.A. et Mortadel et Filémon doivent le ramener à la normale. |                                                       |                                            |
| 90 | El candidato                                          | 7–20 septembre 1989                        |
| Les élections générales et l'intention du commissaire Vicente de se présenter. |                                                       |                                            |
| 91 | La Gomeztroika                                        | septembre 1989                             |
| L'année 1989 se déroule dans le contexte de la chute des dictatures, du Chili aux pays du bloc communiste, et l'air de la démocratie arrive à Chirimoyandia sous la supervision de Mortadel et Filémon. |                                                       |                                            |
| 92 | El ansia de poder                                     | 27 septembre–8 novembre 1989               |
| Le directeur général du T.I.A. va prendre sa retraite et nommer un successeur. |                                                       |                                            |
| 93 | Va la T.I.A. y se pone al día                         | 15 septembre–27 décembre 1989              |
| Mortadel et Filémon vont devoir tester une série d'inventions que le Pr Bacterio a conçues pour moderniser l'organisation. |                                                       |                                            |
| 94 | El profeta Jeremías                                   | 1989–1990                                  |
| La T.I.A. a engagé le prophète Jérémie, le seul prophète encore en vie. Le prophète fera des prédictions et Mortadel et Filémon devront empêcher les malheurs de se produire. |                                                       |                                            |

### 1990–1999
| Numéro | Titre                           | Date de sortie (Espagne)    |
| --- | ------------------------------- | --------------------------- |
| 95 | El premio No-vel                | 17 janvier–21 février 1990  |
| Un trafiquant de drogue chinois appelé Ten-go-pis vient d'être libéré de prison et a l'intention de commettre de grands crimes et de faire de la contrebande. Les agents veulent l'arrêter. |                                 |                             |
| 96 | El rescate botarate             | 28 février–4 avril 1990     |
| Mortadel et Filémon doivent sauver une série de représentants étrangers, fonctionnaires et diplomates, retenus contre leur gré à Bolín del Este, en les délivrant de leurs ravisseurs. |                                 |                             |
| 97 | El gran sarao                   | 11 avril–16 mai 1990        |
| L'épouse du directeur général veut organiser une fête pour commémorer le 25e anniversaire de la pose de la première pierre de la T.I.A. |                                 |                             |
| 98 | Los espantajomanes              | 23 mai–27 juin 1990         |
| Le Pr Bacterio veut donner des super-pouvoirs aux agents de la T.I.A. et Mortadel et Filémon testent leur efficacité et leur utilité. |                                 |                             |
| 99 | El inspector general            | 7 septembre–3 octobre 1990  |
| L'inspecteur général prévoit une visite et la T.I.A. doit tout préparer pour cet important rendez-vous. |                                 |                             |
| 100 | El atasco de influencias        | 7 novembre–17 décembre 1990 |
| Mortadel et Filémon vont tenter d'éviter le développement massif de l'influence de personnes occupant des postes politiques pour des bénéfices juteux mais illicites. |                                 |                             |
| 101 | Los que volvieron de allá       | 13 février–27 mars 1991     |
| Le Dr Bacilez a mis au point un composé chimique qui lui permet de faire des copies des êtres monstrueux qui ont l'intention d'attaquer la population. |                                 |                             |
| 102 | La crisis del Golfo             | 3 avril–8 mai 1991          |
| Le maire de Rabadilla del Trasero, ville située à l'intérieur du golfe de Percébico, revendique des territoires et prend en otage le maire de Punta Cuca et ses conseillers. Mortadel et Filémon interviennent pour résoudre le conflit. |                                 |                             |
| 103 | Barcelona 92                    | 1991                        |
| Pendant la célébration des premiers Jeux olympiques en Espagne, on soupçonne que les T.E.T.A. (Terroristes Euro-Transatlantiques) vont agir aux Jeux olympiques de Barcelone 92. Mortadel et Filémon vont faire face à la situation. |                                 |                             |
| 104 | El caso del Señor-Probeta       | 1991                        |
| Le Pr Bacterio tente de créer une super-race animale en mélangeant des gènes de différents animaux dans un seul individu. Mortadel et Filémon doivent récupérer l'être extravagant. |                                 |                             |
| 105 | La Tergiversicina               | 1991                        |
| Le Pr Bacterio tente de créer un produit qui augmente la puissance des choses, mais l'invention échoue et explose, répandant un gaz qui fait tout fonctionner à l'envers. C'est à Filemón et à son fidèle assistant qu'il revient de résoudre le problème. |                                 |                             |
| 106 | Las embajadas chifladas         | 1991                        |
| Le comportement de certains ambassadeurs compromet les relations de l'Espagne avec l'étranger et la rend ridicule. Les agents du T.I.A. interviennent pour résoudre l'affaire. |                                 |                             |
| 107 | El racista                      | 1991                        |
| Le nouveau vice-président de la T.I.A. (qui rappelle Adolf Hitler) se révèle être un raciste qui tente d'humilier les membres issus d'autres ethnies de l'organisation, dont le superintendant Vicente, simplement parce qu'ils ont des ancêtres maures. Mortadel et Filémon tentent de faciliter les relations de ce nouveau chef avec le reste du personnel.               |                                 |                             |
| 108 | El quinto centenario            | 1991–1992                   |
| Le 500e anniversaire de la découverte de l'Amérique va être célébré. Pour cela, Bacterio crée une machine qui ramène le duo Mortadel et Filémon en 1492. |                                 |                             |
| 109 | El S.O.E.                       | 1992                        |
| Le ministre a dénoncé la disparition des fonds de la S.O.E. (assurance maladie obligatoire) et a demandé à la T.I.A. de résoudre le problème. |                                 |                             |
| 110 | El 35 aniversario               | 1992                        |
| Ce titre commence par l'histoire d'Ibáñez, depuis son enfance jusqu'à ce qu'il soit engagé par les studios B. |                                 |                             |
| 111 | El señor Todoquisque            | 1992–1993                   |
| M. Todoquisque est un type qui se caractérise par l'imitation de personnages importants et qui profite de sa ressemblance à des fins malveillantes. |                                 |                             |
| 112 | Maastricht... Jesús             | 1993                        |
| Après le traité de Maastricht, à l'origine de l'Union européenne, les pays membres choisissent leurs candidats pour présider l'Union européenne. |                                 |                             |
| 113 | El nuevo cate                   | 1993                        |
| Des rumeurs circulent selon lesquelles le personnel de la T.I.A. serait éloigné de la religion catholique. |                                 |                             |
| 114 | Robots bestiajos                | 1993                        |
| Mortadel et Filémon vont subir l'attaque des Robots Bestiajos, cachés sous l'apparence d'inoffensifs ascenseurs, lampes, fontaines et horloges. |                                 |                             |
| 115 | Dinosaurios                     | 1993                        |
| Le Pr Bacterio teste son invention pour éliminer les termites dans le musée de paléontologie, et les gènes de dinosaures contenus dans les œufs pétrifiés sont réactivés. |                                 |                             |
| 116 | La ruta del yerbajo             | 1993                        |
| Mortadel et Filémon vont prendre en charge La ruta del yerbajo, c'est-à-dire qu'ils vont lutter contre les trafiquants de drogue, saisir leurs cachettes, détruire leurs cultures, couper leurs voies d'accès au pays et obtenir des preuves pour emprisonner les coupables.                                                                                                 |                                 |                             |
| 117 | Clínicas antibirria             | 1994                        |
| La T.I.A. doit capturer un gangster international, Hortensio Cataplines. |                                 |                             |
| 118 | Mundial 94                      | 1994                        |
| La Coupe du monde 1994 va se dérouler aux États-Unis. Saddam Hussein a préparé un obus Polaris quelque part. |                                 |                             |
| 119 | El pinchazo telefónico          | 1994                        |
| La bande de Pincho Moruno décide de mettre les lignes téléphoniques sur écoute pour découvrir des plans et des projets importants et les vendre. |                                 |                             |
| 120 | ¡Pesadillaaa...!                | 1994                        |
| Le Pr Bacterio invente un appareil qui permet aux gens de faire des rêves heureux, mais les rêves se transforment en cauchemars terrifiants qui, de plus, deviennent corporels. |                                 |                             |
| 121 | Corrupción a mogollón           | 1994                        |
| Rulfián, directeur général de la Guardia Viril, est soupçonné de corruption. Le commissaire envoie Mortadel et Filémon enquêter. |                                 |                             |
| 122 | Timazo al canto!                | 1995                        |
| Mortadel et Filémon doivent enquêter sur une série d'escrocs qui se consacrent à l'escroquerie et à l'arnaque. |                                 |                             |
| 123 | Animalada                       | 1995                        |
| Lutte contre un gang qui se livre au trafic d'animaux en voie de disparition. |                                 |                             |
| 124 | ¡Silencio, se rueda!            | 1995                        |
| Le Super estime que Mortadel et Filémon ne sont pas en bonne condition physique et les envoie aux débuts du cinéma pour apprendre auprès des spécialistes de l'action. |                                 |                             |
| 125 | El disfraz, cosa falaz          | 1996                        |
| Les agents doivent combattre et arrêter un chef de la mafia qui est un maître du déguisement. Seul Mortadelo sera à la hauteur de ce rival coriace. |                                 |                             |
| 126 | 20.000 leguas de viaje sibilino | 1996                        |
| Mortadel et Filémon entreprennent un voyage autour du monde pour livrer une clé très importante à leur contact. |                                 |                             |
| 127 | 20.000 leguas de viaje sibilino | 1996                        |
| Mortadel et Filémon entreprennent un voyage autour du monde pour livrer une clé très importante à leur contact. |                                 |                             |
| 128 | El jurado popular               | 1996                        |
| Des personnes célèbres et influentes sont la cible d'un photographe indiscret qui les prend en photo dans des situations très embarrassantes. Mortadel et Filémon doivent les protéger des photos indiscrètes pour éviter leur publication dans les tabloïds. |                                 |                             |
| 129 | El ángel de la guarda           | 1996                        |
| Face aux problèmes de manque de camaraderie au sein de la T.I.A., le Superintendant décide de mettre en place l'opération Ange Gardien. |                                 |                             |
| 130 | Atlanta 96                      | 1996                        |
| Un groupe d'extrémistes musulmans exige que les sportives portent des sarongs aux Jeux Olympiques d'Atlanta 96. Mortadel et Filémon s'y rendent, accompagnés d'Ofelia, pour résoudre les problèmes. |                                 |                             |
| 131 | 100 años de cómic               | 1996                        |
| Le Pr Bacterio a réalisé une expérience pour extraire les pouvoirs des personnages de bandes dessinées comme Superman, Batman, et Spider-Man. |                                 |                             |
| 132 | Expediente J                    | 1996                        |
| Expediente J (Le J, de Jo, quelle explosion), qui consiste à enquêter sur des événements étranges sans explication apparente. |                                 |                             |
| 133 | El trastomóvil                  | 1997                        |
| La T.I.A. a donné des téléphones portables de haute sécurité à diverses personnalités. |                                 |                             |
| 134 | ¡Desastre!                      | 1997                        |
| Le diabolique Dr Catastrophez et son laquais Becerrosky font chanter le gouvernement en déclenchant toutes sortes de catastrophes naturelles si leurs conditions ne sont pas respectées : tremblements de terre, tornades, et éruptions. Mortadel et Filémon sont chargés d'empêcher les catastrophes de se produire en utilisant les différentes inventions du Pr Bacterio. |                                 |                             |
| 135 | ¡Bye bye, Hong Kong!            | 1997                        |
| La T.I.A. découvre qu'un agent étranger projette de saboter les négociations sur la restitution de Hong Kong, déclenchant un conflit entre le Royaume-Uni et la Chine qui signifierait la Troisième Guerre mondiale. |                                 |                             |
| 136 | Esos kilitos malditos           | 1997                        |
| Certaines personnes, toutes très importantes, deviennent excessivement grosses. Mortadel et Filémon en recherchent les causes. |                                 |                             |
| 137 | Los verdes                      | 1997                        |
| Un terroriste infiltre l'organisation écologiste Los verdes. |                                 |                             |
| 138 | Las vacas chaladas              | 1997                        |
| Le Pr Bacterio crée une formule qui rend les vaches folles. Mortadel et Filémon devront éviter de plus grands maux à la population avec ces animaux. |                                 |                             |
| 139 | Mundial 98                      | 1998                        |
| Mortadel et Filémon rejoindront l'équipe nationale pour la Coupe du Monde en France, où l'on s'attend à ce que des altercations surviennent. |                                 |                             |
| 140 | La banda de los guiris          | 1998                        |
| Un gang composé d'individus venus du monde entier que Mortadel et Filémon doivent arrêter en raison de leur dangerosité et de leurs tactiques criminelles personnelles et particulières. |                                 |                             |
| 141 | Su vida privada                 | 1998                        |
| À l'occasion du 40e anniversaire de Mortadel et Filémon, Ibáñez nous montre dans cet album la face cachée et privée des agents de la T.I.A., en dehors de leur journée de travail. |                                 |                             |
| 142 | ¡Deportes de espanto!           | 1998                        |
| Le Super, furieux de la paresse de ses agents, oblige Mortadel et Filémon à pratiquer divers sports extrêmes : saut à l'élastique, rafting, snowboard... |                                 |                             |
| 143 | El espeluznante doctor Bíchez   | 1998                        |
| Le Dr Bíchez, un scientifique criminel, a réussi à synthétiser les chromosomes de certains insectes en pilules. Avec une seule de ces pilules, il peut devenir n'importe quelle créature. |                                 |                             |
| 144 | El Oscar del Moro               | 1999                        |
| Un émir a créé un prix pour celui qui inventera la meilleure arme, et la T.I.A. veut y participer. Bacterio en conçoit plusieurs et Mortadel et Filémon sont chargés de les tester avant de les montrer à celui qui décernera l'Oscar. |                                 |                             |
| 145 | La maldita maquinita            | 1999                        |
| La machine du Pr Bacterio est à nouveau prête à être testée, cette fois-ci modifiée et dotée de nouvelles fonctions. Mortadel et Filémon, malgré leur mauvaise expérience il y a quelques années, devront à nouveau tester ses fonctions de traduction dans l'espace. |                                 |                             |
| 146 | El Tirano                       | 1999                        |
| Les agents de la T.I.A. partent pour la République de Chula avec pour mission d'éliminer le dictateur Antofagasto Panocho, qui dirige le pays de façon tyrannique et despotique envers ses habitants. |                                 |                             |
| 147 | La M.I.E.R.                     | 1999                        |
| L'Espagne veut collaborer avec la Station spatiale internationale, en y incluant son propre module appelé Misión Intergaláctica Espacial Rebóllez. Mortadel et Filémon doivent faire les tests pour voyager dans ce module, que la TIA prévoit de lancer dans l'espace pour le rejoindre.                                                                                    |                                 |                             |
| 148 | Impeachment!                    | 1999                        |
| Le Super aurait mordu l'arrière-train d'Ofelia. En conséquence, il risque d'être destitué de ses fonctions, si son innocence n'est pas prouvée. Mortadel et Filémon veilleront à ce que le Super ne commette aucune imprudence pour laver son image. |                                 |                             |
| 149 | De los ochenta p'arriba...      | 1999                        |
| Quelqu'un essaie d'amener les vieilles personnes sans défense à lui léguer leur héritage en les escroquant. Mortadel et Filémon sont chargés de protéger de ce vandalisme des membres éminents du 3e âge, dont le propre père du Super. |                                 |                             |
| 150 | Siglo XX, ¡qué progreso!»       | 1999                        |
| Le Pr Bacterio a inventé un appareil capable d'envoyer les gens au XXIe siècle, en l'an 2000, et vice-versa. Cependant, Mortadel et Filémon, ainsi que Bacterio lui-même et Ofelia, seront envoyés en 1900, devant faire un voyage rapide à travers tout le XXe siècle, avant de revenir au présent.                                                                         |                                 |                             |

### 2000–2009
| Numéro | Titre                                   | Date de sortie (Espagne) |
| --- | --------------------------------------- | ------------------------ |
| 151 | Sydney 2000                             | 2000                     |
| Mortadel et Filémon doivent mettre fin à la corruption aux Jeux Olympiques de Sydney 2000. |                                         |                          |
| 152 | La Vuelta                               | 2000                     |
| Le T.I.O. (Trojans Invictus Orbi), une secte qui défend le cheval de Troie, menace de boycotter le Tour d'Espagne 2000. |                                         |                          |
| 153 | La sirenita                             | 2000                     |
| Le Pr Bacterio a inventé le Vivimetallinus, un pistolet à rayons qui donne vie à n'importe quel métal. Grâce à lui, la sirène de Copenhague prend vie. |                                         |                          |
| 154 | Fórmula Uno                             | 2000                     |
| Boñigoland a créé une écurie de Formule 1 pour participer au sport. La T.I.A. doit l'arrêter avant qu'elle ne sabote les autres équipes. |                                         |                          |
| 155 | La rehabilitación esa                   | 2001                     |
| Le gouvernement, confronté à la saturation des prisons, veut réduire le nombre de détenus. « Mac l'Anthropoïde » devra être réhabilité par le T.I.A. |                                         |                          |
| 156 | La rehabilitación esa                   | 2001                     |
| Un drakkar viking monte à bord de luxueux navires qui naviguent, volant et kidnappant leurs occupants à l'époque contemporaine. |                                         |                          |
| 157 | ¡Llegó el euro!                         | 2001                     |
| Une série de faux billets d'euros se répand dans toute l'Europe et Mortadel et Filémon doivent attraper l'auteur de l'escroquerie. |                                         |                          |
| 158 | El ordenador... ¡qué horror!            | 2001                     |
| Un virus informatique infecte les ordinateurs du monde entier. Les agents doivent enquêter sur son origine et l'arrêter. |                                         |                          |
| 159 | ¡Okupas!                                | 2001                     |
| Le problème du logement s'aggrave de jour en jour et le mouvement des squatters se développe de façon alarmante. Le duo devra découvrir les origines de ce mouvement et en atténuer les conséquences. |                                         |                          |
| 160 | ¡Okupas!                                | 2002                     |
| Mortadel et Filémon sont chargés d'arrêter un entraîneur qui va utiliser l'hypnose pour gagner tous les matchs de la Coupe du monde de football 2002. |                                         |                          |
| 161 | ¡Misión Triunfo!                        | 2002                     |
| La T.I.A. n'a pas eu très bonne presse ces derniers temps. Elle veut donc changer son image en organisant un concours de talents musicaux, à l'instar d'un célèbre "Reality Show", une émission de télévision à succès.                                                                                          |                                         |                          |
| 162 | ¡El estrellato!                         | 2002                     |
| Le tournage d'un film qui tentera d'immortaliser l'une des missions de Mortadel et Filémon a lieu, mais tout tourne au désastre... |                                         |                          |
| 163 | ¡Mascotas!                              | 2003                     |
| Le siège de T.I.A. connaît une série de malchances. Pour les résoudre, des « mascottes » qui transmettent de bons sentiments aux agents de l'entreprise, dont Mortadel et Filémon, vont être mises à contribution.                                                                                               |                                         |                          |
| 164 | Parque de atracciones                   | 2003                     |
| Des choses étranges se produisent au parc d'attractions Port Chifladura et le duo d'agents a pour mission de vérifier le sabotage des attractions, une par une. |                                         |                          |
| 165 | El UVA (Ultraloca Velocidad Automotora) | 2003                     |
| De nouveaux tronçons de l'UVA (Ultraloca Velocidad Automotora) sont construits en Espagne. Le nouveau train doit être l'un des meilleurs et des plus rapides au monde, mais quelqu'un veut qu'il échoue, en sabotant plusieurs sections. Le couple part vérifier ces points noirs.                               |                                         |                          |
| 166 | ¡Rapto tremendo!                        | 2004                     |
| Francisco Ibáñez lui-même a été kidnappé et doit être sauvé par Mortadel et Filémon. |                                         |                          |
| 167 | Atenas 2004                             | 2004                     |
| Les Jeux olympiques d'Athènes 2004 sont sur le point d'avoir lieu mais un groupe terroriste a l'intention de commettre un attentat pendant les Jeux. Mortadel et Filémon se rendent en Grèce pour superviser l'événement.                                                                                        |                                         |                          |
| 168 | El Señor de los Ladrillos               | 2004                     |
| Un gros bonnet de l'immobilier, Ladríllez Peñón, est impliqué dans des affaires de corruption immobilière et son arrestation est envisagée en raison des abus commis à l'encontre de sa direction et de son personnel. Mortadel et Filémon infiltrent son réseau pour vérifier les crimes.                       |                                         |                          |
| 169 | Mortadelo de la Mancha                  | 2005                     |
| Le Pr Bacterio a inventé le Transmutateur à trois phases, une invention qui permet de transférer le savoir d'un livre à une personne en quelques secondes. Mortadelo est victime du gadget et acquiert la personnalité de Don Quichotte de la Manche et Filemón celle de son fidèle et rusé écuyer Sancho Panza. |                                         |                          |
| 170 | Prohibido fumar                         | 2005                     |
| Le ministre de la santé et des bonnes mœurs a pris des dispositions sévères à l'encontre des fumeurs. Mortadel et Filémon vérifieront qu'elles sont respectées. |                                         |                          |
| 171 | ¡El carnet, al punto!                   | 2005                     |
| Mortadel et Filémon seront chargés d'essayer de démanteler un nouveau poste ministériel, consacré à l'imposition de réglementations farfelues et de sanctions sévères pour la sécurité routière. |                                         |                          |
| 172 | El kamikaze Regúlez                     | 2006                     |
| Mortadel et Filémon doivent arrêter Kamikaze Regúlez, un type peu gracieux qui est déterminé à se suicider et qui veut être célèbre pour avoir fait exploser un bâtiment important. |                                         |                          |
| 173 | Mundial 2006                            | 2006                     |
| Mortadel et Filémon infiltrent l'équipe nationale espagnole en tant que personnel médical pendant cette Coupe du monde afin d'enquêter sur une équipe que l'on croit venue de l'espace. |                                         |                          |
| 174 | Bajo el bramido del Trueno              | 2006                     |
| Le capitaine Tonerre (El Capitán Trueno), personnage classique de la bande dessinée espagnole, et ses compagnons d'aventure se rendent dans l'univers de Mortadel et Filémon, à la stupéfaction de tous les membres de la T.I.A.                                                                                 |                                         |                          |
| 175 | El dopaje... ¡qué potaje!               | 2006                     |
| Il se passe quelque chose d'étrange avec les sportifs qui ont soudainement montré des capacités inhabituelles, ce qui indique un cas évident de dopage. Filemón et son assistant doivent en rechercher les causes.                                                                                               |                                         |                          |
| 176 | Euro Basket 2007                        | 2007                     |
| Les deux agents de la T.I.A. doivent essayer de trouver un message secret dans les ballons de l'Euro Basket 2007 qui pourrait conduire à une guerre entre l'Est et l'Ouest. |                                         |                          |
| 177 | ¡...Y van 50 tacos!                     | 2007                     |
| Après tant d'aventures, Mortadel et Filémon ont vieilli et sont désormais esclaves des médicaments et de la douleur. Ils vont devoir trouver les moyens d'entretenir leur vieillesse pendant quelques années encore.                                                                                             |                                         |                          |
| 178 | ¡Venganza cincuentona!                  | 2007                     |
| Après 50 ans, les vieux ennemis emblématiques de Mortadel et Filémon se sont unis et se sont rebellés contre eux, dans un plan commun pour tenter de les éliminer complètement. |                                         |                          |
| 179 | ¡El Dos de Mayo!                        | 2008                     |
| Les agents de la T.I.A. Mortadel et Filémon sont choisis pour tester la « magnifique » invention du Pr Bacterio, capable de faire voyager ses utilisateurs dans le temps, qui les ramènera en 1808. |                                         |                          |
| 180 | Pekín 2008                              | 2008                     |
| À l'approche des Jeux olympiques de Pékin 2008, Mortadel et Filémon se rendent aux Jeux Olympiques chinois pour protéger et aider les sportifs et le personnel envoyé par la T.I.A. |                                         |                          |
| 181 | Gasolina... ¡la ruina!                  | 2008                     |
| Le prix de l'essence explose, ce qui provoque une vague de vols et de sabotages que Mortadel et Filémon doivent endiguer. |                                         |                          |
| 182 | ¡En la Luna!                            | 2009                     |
| Mortadel et Filémon doivent effectuer une mission spatiale spéciale pour vérifier la véracité de l'arrivée de l'homme sur la lune à la fin des années 1960. |                                         |                          |
| 183 | ¡Por Isis, llegó la crisis!             | 2009                     |
| Mortadel et Filémon devront tester une série d'appareils et d'accessoires pour réduire les dépenses en raison de la crise économique, qui se manifeste également dans le T.I.A. |                                         |                          |
| 184 | Nuestro antepasado, el mico             | 2009                     |
| Les deux agents de la T.I.A. devront attraper les spécimens expérimentaux de la machine du Pr Bacterio, capables de créer des répliques d'individus, mais avec les personnalités de leurs ancêtres simiesques.                                                                                                   |                                         |                          |

### 2010–2019
| Numéro | Titre                             | Date de sortie (Espagne) |
| --- | --------------------------------- | ------------------------ |
| 185 | La gripe « U »                    | 2010                     |
| Mortadel et Filémon doivent localiser et détruire un puissant virus grippal qui mine les rangs des agents de la T.I.A. |                                   |                          |
| 186 | Mundial 2010                      | 2010                     |
| Les agents doivent mettre fin à la corruption des arbitres lors de la Coupe du monde de football 2010. |                                   |                          |
| 187 | Marrullería en la alcaldía        | 2010                     |
| Mortadel et Filémon doivent se rendre dans le village rustique de Valdeporretas pour mettre fin aux sales coups que son maire corrompu a l'intention de réaliser. |                                   |                          |
| 188 | Chernobil, ¡qué cuchitril!        | 2011                     |
| Les agents doivent empêcher quiconque de contrôler les êtres vivants qui ont inhalé le gaz de la centrale nucléaire de Tchernobyl, qui les transforme en tueurs. |                                   |                          |
| 189 | ¡A reciclar se ha dicho!          | 2011                     |
| Mortadel et Filémon seront chargés des tentatives de recyclage dans différents secteurs de l'agence. |                                   |                          |
| 190 | Jubilación... ¡a los noventa!     | 2011                     |
| Mortadel et Filémon doivent escorter des personnes qui ont testé une invention de Bacterio pour augmenter leurs capacités et qui se sont retrouvées dans un piteux état. |                                   |                          |
| 191 | La bombilla... ¡chao, chiquilla!  | 2011                     |
| Mortadel et Filémon doivent récupérer des ampoules conçues par Bacterio qui émettent un effluve qui fait faire les choses à l'envers à tout le monde. |                                   |                          |
| 192 | Londres 2012                      | 2012                     |
| Mortadel et Filémon doivent empêcher que les athlètes olympiques soient soudoyés pendant le déroulement des Jeux dans la ville. |                                   |                          |
| 193 | ¡Espías!                          | 2012                     |
| Les espions sont introduits dans les gouvernements, les banques, l'industrie, etc. et la T.I.A. ne fait pas exception. Les agents doivent arrêter les fuites. |                                   |                          |
| 194 | El coche eléctrico                | 2013                     |
| Mortadel et Filémon doivent tester différents modèles de voiture électrique imaginés par Bacterio. |                                   |                          |
| 195 | ¡Broommm!                         | 2013                     |
| Une série de sabotages a lieu sur le circuit de moto de Montsindrió et les agents de la T.I.A. doivent en rechercher les causes. |                                   |                          |
| 196 | La litrona... ¡vaya mona!         | 2013                     |
| Les espions sont introduits dans les gouvernements, les banques, l'industrie, etc. et la T.I.A. ne fait pas exception. Les agents doivent arrêter les fuites. |                                   |                          |
| 197 | Mundial 2014                      | 2014                     |
| Mortadel et Filémon doivent se rendre au Brésil et arrêter un sinistre personnage qui tentera de saboter la Coupe du monde de cette année. |                                   |                          |
| 198 | ¡Tijeretazo!                      | 2014                     |
| Avec les restrictions budgétaires liées à la crise, des groupes de fauteurs de troubles veulent semer le chaos dans tous les domaines de la société. Les agents du T.I.A. tenteront de neutraliser tout trouble à l'ordre public. |                                   |                          |
| 199 | Contra Jimmy el « Cachondo »      | décembre 2014            |
| Avec les restrictions budgétaires liées à la crise, des groupes de fauteurs de troubles veulent semer le chaos dans tous les domaines de la société. Les agents du T.I.A. tenteront de neutraliser tout trouble à l'ordre public. |                                   |                          |
| 200 | ¡Miseria, la Bacteria!            | 2015                     |
| Mortadel et Filémon auront affaire pour la première fois devant le public à Bacteria, la maîtresse du Pr Bacterio, spécialisée dans les inventions domestiques bizarres, lorsqu'elle s'introduit dans le siège de la T.I.A. Note : La bande dessinée a été réalisée entre 2014 et 2015, bien qu'étrangement sa sortie ait été reportée à 2017, probablement en faveur et pour coïncider dans le temps avec de nouvelles aventures situées dans l'actualité la plus récente de l'Espagne, à ce moment-là. |                                   |                          |
| 201 | El tesorero                       | avril 2015               |
| On découvre que quelqu'un a vidé la trésorerie du parti Papilar. Le Super charge Mortadel et Filémon de filer le criminel présumé pour découvrir où est passé l'argent manquant. |                                   |                          |
| 202 | Sueldecitos más bien bajitos...   | 2015                     |
| Mortadel et Filémon voient leurs salaires réduits de façon drastique et, pour survivre, ils sont obligés d'exercer d'autres métiers que celui d'agent de la T.I.A. |                                   |                          |
| 203 | ¡Elecciones!                      | novembre 2015            |
| Tout le personnel de la T.I.A., du directeur général au comptable, en passant par le Super et le Pr Bacterio, se présente aux élections avec chacun sa propre candidature. Mortadel et Filémon ne sont pas en reste et créent le Partido Mortadelista Filemonero Español. |                                   |                          |
| 204 | Río 2016                          | 2015–2016                |
| Mortadel et Filémon doivent se rendre aux Jeux olympiques de Rio de Janeiro pour découvrir un saboteur qui administre aux athlètes d'élite une concoction qui leur fait perdre leurs forces. N'étant pas admis dans l'équipe espagnole, les deux agents sont contraints de rejoindre l'équipe de la Burrolandia del Ceporral. |                                   |                          |
| 205 | Misterio en el hipermercado       | 2016–octobre 2020        |
| Le Super confie à Mortadel et Filémon une mission à Valdetrasto, dont le maire et le propriétaire de l'hypermarché de la ville sont en désaccord. Le maire prétend voir des mouvements étranges la nuit, il a vu des boîtes sortir du magasin en permanence, et le propriétaire de l'hypermarché déclare que le maire veut le couler. Mortadel et Filémon doivent élucider le mystère des boîtes, mais pas avant d'avoir vécu des situations différentes et compliquées. Note : La bande dessinée a été réalisée en 2016 mais, étrangement, sa sortie a été retardée jusqu'en 2020, probablement pour faire place à des albums plus en rapport avec l'actualité et les événements du moment. Il devait à l'origine s'intituler El híper de Valdetrasto.... Nefasto ! |                                   |                          |
| 206 | ¡El capo se escapa!               | juillet 2016             |
| Osvaldo Marijuánez, un dangereux chef mafieux qui s'est déjà évadé de plusieurs prisons de haute sécurité comme Alcalá Moco et Villacascote, vient de s'échapper de la prison par un tunnel. Mortadel et Filémon seront chargés d'attraper ce criminel insaisissable. |                                   |                          |
| 207 | Drones matones                    | 2016-2017                |
| Le Pr Bacterio a fabriqué une série de drones pour aider les agents. Mortadel et Filémon vont devoir tester les prototypes de drones les uns après les autres, jusqu'à proposer leurs services au président des Estados Juntitos en personne : Donald Trompf. |                                   |                          |
| 208 | El 60 aniversario                 | novembre 2017            |
| Tous les membres de la T.I.A. sont désormais âgés et infirmes. Malgré cela, Mortadel et Filémon continuent de travailler et El Súper leur confie une nouvelle mission qui les mènera dans le lointain pays de Kolea d'Aliba. Là, ils devront affronter un type formidable, qui implique très directement Donald Trompf, président des Estados Juntitos. |                                   |                          |
| 209 | Mundial 2018                      | 2017–2018                |
| Cette fois, Mortadel et Filémon se rendent en Russie, le pays où se déroule cette année la Coupe du monde de football, car celle-ci est à nouveau en danger en raison de l'existence de sujets suspects ayant l'intention d'enlever des footballeurs. Ils auront pour mission de l'empêcher. |                                   |                          |
| 210 | Por el Olimpo ese                 | juin 2018                |
| Le Pr Bacterio a créé un champ magnétique capable de transformer les personnes se trouvant dans son rayon d'action en êtres mythologiques notamment : faunes, centaures, amazones, et cyclopes. transformant le T.I.A. en épidémie. Le Pr doit trouver l'antidote, avec l'aide de Mortadel et Filémon. |                                   |                          |
| 211 | Urgencias del hospital... ¡fatal! | octobre 2018             |
| le Super charge Mortadel et Filémon d'infiltrer les hôpitaux privés pour enquêter sur eux, face à leur prolifération et à la mauvaise qualité des hôpitaux publics. Pour ce faire, ils se déguisent en médecins et rencontrent même dans l'un de ces centres un chirurgien singulier, qui n'est autre que Rompetechos lui-même. |                                   |                          |
| 212 | Da Vinci, el pintamona... lisa    | 2018–19 avril 2019       |
| Le scientifique de la T.I.A., Bacterio, a réussi à isoler l'ADN de Léonard de Vinci, mais à la suite d'une erreur, Mortadel ingère le liquide que le professeur a préparé. Il acquiert immédiatement la personnalité de l'artiste universel et, par conséquent, il commence à peindre et à créer sans arrêt. |                                   |                          |
| 213 | Mundial de Baloncesto 2019        | juin 2019                |
| Les agents de la T.I.A. doivent neutraliser un groupe de terroristes qui projettent de saboter les championnats du monde en introduisant un gaz dangereux dans l'un des ballons : Le gaz Bestiogen, qui, une fois inhalé, transforme tout le monde en une bête violente et débridée. |                                   |                          |
| 214 | ¡Felices fiestaaas!               | juin 2019                |
| À la T.I.A., l'ambiance de Noël est dans l'air et les agents vont vivre les jours les plus importants de ces dates, comme la veille de Noël, les Saints Innocents, le réveillon du Nouvel An et la Douzième Nuit. |                                   |                          |

### Depuis 2020
| Numéro | Titre                      | Date de sortie (Espagne) |
| --- | -------------------------- | ------------------------ |
| 215 | Tokio 2020                 | juin 2020                |
| Comme tous les quatre ans, Mortadel et Filémon vont vivre leurs aventures aux Jeux olympiques. À cette occasion, à Tokyo, au Japon, où le Super, sans autre agent T.I.A. disponible, envoie le duo dans une mission délicate. |                            |                          |
| 216 | El cambio climático        | octobre 2021             |
| Le changement climatique est un problème à l'ordre du jour, personne ne sait comment il nous affectera dans le futur, mais ses effets commencent déjà à se faire sentir sur la planète. La T.I.A. n'est pas étrangère à ce problème. Mortadel et Filémon devront donc faire face aux conséquences de cette alarme mondiale dans leur cercle d'action. Note : La bande dessinée a été réalisée presque entièrement en 2019, mais sa sortie a été reportée afin de créer et de lancer Misión por España avant. |                            |                          |
| 217 | Misión por España          | avril 2021               |
| Le Super, appelle Mortadel et Filémon pour leur confier une mission : arrêter un gang qui fait du trafic de drogue dans tout le pays. Ils commenceront leurs aventures à Barcelone, suivront la côte jusqu'à Valence et bien d'autres villes d'Espagne, afin d'arrêter les malfaiteurs. Note : Aventure thématisée en Espagne, sur ordre de l'éditeur, pour promouvoir le tourisme national après les grands confinements survenus au cours de l'année 2020 en raison de la pandémie de Covid-19 et qui ont reporté la publication de El cambio climático, déjà achevée à ce moment-là. |                            |                          |
| 218 | La Vuelta al Mundo         | avril 2022               |
| Le Super convoque Mortadel et Filémon dans son bureau pour faire le tour du monde afin de mener à bien leur nouvelle mission. Ils devront trouver un super terroriste qui s'emploie à semer le chaos dans le monde entier. Ils passeront par les principales villes de la planète et leurs monuments les plus représentatifs, comme la Statue de la Liberté à New York, le Colisée à Rome, la Tour Eiffel à Paris et d'autres villes. |                            |                          |
| 219 | Mundial 2022               | novembre 2022            |
| Nouvel album, en commémoration de la Coupe du monde de 2022. Le Super appelle Mortadel et Filémon pour leur confier une nouvelle mission : ils doivent se rendre à la Coupe du monde au Qatar pour démanteler une bande de révolutionnaires qui veulent renverser l'émir et s'emparer du pouvoir. Pour ce faire, ils disposent de moustiques sauvages qu'ils lâcheront dans les stades et qui piqueront les joueurs de football, les mettant hors d'état de nuire. |                            |                          |
| 220 | Mundial de Baloncesto 2023 | juin 2023                |
| Mortadel et Filémon doivent découvrir et arrêter l'homme qui s'est donné pour mission de rétrécir les joueurs de toutes les équipes rivales, afin qu'ils puissent gagner la leur. Malgré leurs efforts, la contribution des deux agents de la T.I.A. ne fera que compliquer les choses. Note : Dernière aventure publiée du vivant de Francisco Ibáñez. |                            |                          |
| 221 | París 2024                 | 4 avril 2024             |
| Album inachevé et spécial avec des planches et des croquis originaux dessinés au crayon, ainsi que son script à la machine à écrire (source), de Francisco Ibáñez, une œuvre préliminaire, inachevée et interrompue qui contient le processus créatif de sa dernière aventure dans la vie, une histoire qui conduirait ses personnages principaux, Filémon et Mortadel, à sauver l'événement sportif le plus récent et le plus important de l'époque actuelle : les Jeux olympiques de Paris 2024. L'album comprendra 20 pages de scénario et de crayonnés originaux, tels qu'Ibáñez les a laissés avant d'interrompre son travail. Il aura les mêmes pages et le même format que la collection Magos del Humor, suivant le modèle des œuvres similaires inachevées d'Hergé, l'auteur franco-belge qui a inspiré Ibáñez, avec la dernière œuvre de ce dernier, Tintin et l'Alph-Art. Note : Dernière aventure des personnages, et inachevée, en raison de la mort d'Ibáñez en 2023. Publiée à titre posthume, car il a été paralysé pendant son développement cette année-là. |                            |                          |